# Маньи-Кур
Маньи-Кур (фр. Magny-Cours) — коммуна в департаменте Ньевр, в центральной Франции.
INSEE код — 58152, почтовый код 58470.
Маньи-Кур известна по расположенному рядом автодрому Circuit de Nevers Magny-Cours, также часто именуемому просто Маньи-Кур. В 1991—2008 годах на автодроме проходил Гран-при Франции Формулы-1.

## Будущее трассы в Формулы-1 в Маньи-Кур
25 июня 2008 года Французская автомобильная ассоциация FFSA выпустила заявление, что этап чемпионата мира в классе Формула-1 в 2009 пройдет в Маньи-Кур.
До этого момента не была до конца ясна дальнейшая судьба этой трассы. С одной стороны, руководство автодрома имеет контракт на проведение Гран-при Франции с FFSA, но с другой — против использования данного автодрома выступает коммерческий директор Формулы-1 Берни Экклстоун, в его планах — перенесение Гран-при вблизи Парижа (рассматривается, например, Евродиснейленд). Маньи-Кур критикуется в том числе из-за ограниченного количества мест в гостиницах, удалённости от крупных городов и старой инфраструктуры трассы. Руководство автодрома представило весьма амбициозный проект Маньи-Кур-2, стремясь во что бы то ни стало сохранить Гран-при у себя.